# Deleitosa
Deleitosa is een gemeente in de Spaanse provincie Cáceres in de regio Extremadura. Deleitosa heeft 762 inwoners (1 januari 2016).

## Burgemeester
De burgemeester van Deleitosa is Juan Pedro Domínguez Sánchez.

## Geografie
Deleitosa heeft een oppervlakte van 144 km² en grenst aan de gemeenten Aldeacentenera, Cabañas del Castillo, Campillo de Deleitosa, Casas de Miravete, Higuera, Jaraicejo, Robledollano en Torrecillas de la Tiesa.

## Demografische ontwikkeling
Bron: INE, 1857-2011: volkstellingen